# 2020 (曲)
「2020」（にせんにじゅう）は、日本のロックバンド、TRICERATOPSの15thシングル。2002年5月1日 、ビクターエンタテインメントよりリリース。 

## 内容
- 前作から10ヶ月ぶりのリリース。ビクター移籍第1弾シングルとなった。
- シングルとしては初の初回盤、通常盤の2形態であり、初回盤にはボーナストラックが収録されている。

## 収録曲

### 初回限定盤
1. 2020 (4:42)
2. Phenomenal Eyes (3:45)
3. Life Goes On! (2:56)
初回盤ボーナストラック。後にベストアルバム「DON'T STOP THE NOISE!」に収録。

全作詞・作曲：和田唱　編曲：TRICERATOPS

### 通常盤
1. 2020 (4:42)
2. Phenomenal Eyes (3:43)

## カバー
2020
- Kaede - アルバム『今の私は変わり続けてあの頃の私でいられてる。』（2020年）収録
- GRAPEVINE - トリビュート・アルバム『TRIBUTE TO TRICERATOPS』（2020年）収録